# Anton von Swab

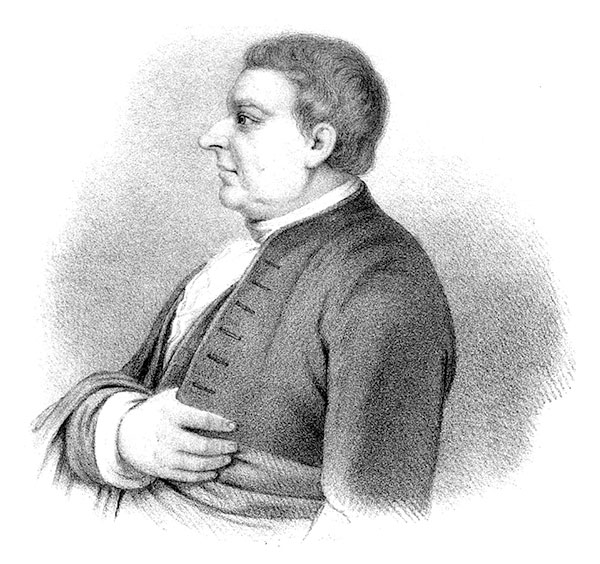
Anton von Swab
Lithographie.

Anton von Swab (* 29. Juli 1702 als Anton Swab in Falun in Schweden; † 28. Januar 1768 in Stockholm) war ein schwedischer Berghauptmann, Bergrat und Mineraloge, der als einer der ersten Mineralogen ein Lötrohr als Untersuchungsinstrument für die Chemie und Mineralogie nutzte.

## Leben
Anton Swab war der Sohn von Anton Swab und Kristina Arrhusia. Sein Vater starb, als Anton Swab noch ein Kind war; die Mutter heiratete wieder. Er bekam eine humanistische Ausbildung und einen Abschluss an der Universität Uppsala. Im Jahr 1723 wurde er als Schüler im Bergskollegium eingeschrieben. Er unternahm dann Reisen nach Schweden, Norwegen und Finnland, um die Methoden in den dortigen Gruben und Hütten zu erkunden. 1730 reiste er in einige europäische Länder; in Sachsen studierte er Chemie bei Johann Friedrich Henckel. Zurück in Schweden im Jahre 1736 wurde er als Bergmeister beauftragt.
Nach den Aufzeichnungen von Jöns Jakob Berzelius benutzte Anton von Swab erstmals 1738 ein Lötrohr, um aus einer Flamme mittels der zusätzlichen „Blasluft“ einen heißen Strahl auszulenken und damit Minerale zu untersuchen:

„Anton von Swab, schwedischer Bergrath, war, wie Berzeilius uns mittheilt, nach Bergman’s-Angabe der Erste, der das Löthrohr im Jahre 1738 zur Prüfung der Mineralien und Erze zu gebrauchen versuchte; da er aber etwas Schriftliches über seine Versuche nicht bekannt gemacht hat, so weiss man auch nicht, wie weit sich dieselben erstreckten.“

Ebenfalls 1738 entdeckte Swab das abbauwürdige Goldvorkommen Ädelfors in Småland, das ab dem folgenden Jahr und für Jahrzehnte das einzige Goldbergwerk Schwedens war.
1742 wurde Swab in die Königlich Schwedische Akademie der Wissenschaften gewählt. Im Jahre 1751 wurde er auf den Namen von Swab zum Ritter geschlagen; er wurde mit dem Nordstern-Orden ausgezeichnet.
Von Swab starb unverheiratet und kinderlos am 28. Januar 1768 in Stockholm. Er zählt zu den bedeutenden schwedischen Wissenschaftlern, die am Gebäude des Jernkontoret („Eisenbüro“) abgebildet sind.
Ein 1891 von Hjalmar Sjögren erstbeschriebenes Mineral erhielt ihm zu Ehren den Namen Svabit.